# Cai Huijue
Cai Huijue (蔡慧珏S, Cài HuìjuéP; Shanghai, 4 gennaio 1980) è un'ex nuotatrice cinese.

## Carriera
Ha vinto la medaglia di bronzo nella staffetta 4x100m misti alle Olimpiadi di Atlanta 1996.

## Palmarès
- Giochi olimpici

Atlanta 1996: bronzo nella 4x100m misti.
- Mondiali in vasca corta

Göteborg 1997: oro nella 4x100m misti.